# Attilio Giovannini
Attilio Giovannini (30. červenec 1924 San Michele Extra, Italské království – 18. únor 2005 New York, USA) byl italský fotbalový obránce.
V roce 1948 jej koupil Inter za který hrál šest sezon, při kterých vyhrál dva tituly (1952/53, 1953/54). Za nerazzuri odehrál 191 utkání a tvořil s Nerim a Nestim nepropustnou obranu. V roce 1954 odešel do Lazia. Kariéru ukončil v nižší lize v Nisse.
Za reprezentaci odehrál 13 utkání. Odehrál jedno utkání na MS 1950 proti Švédsku (2:3).

## Hráčská statistika
| Sezóna            | Klub              | Liga              | Liga   | Liga | Ligové poháry | Ligové poháry | Ligové poháry | Kontinentální poháry | Kontinentální poháry | Kontinentální poháry | Celkem | Celkem |
| Sezóna            | Klub              | Soutěž            | Zápasy | Góly | Soutěž        | Zápasy        | Góly          | Soutěž               | Zápasy               | Góly                 | Zápasy | Góly   |
| ----------------- | ----------------- | ----------------- | ------ | ---- | ------------- | ------------- | ------------- | -------------------- | -------------------- | -------------------- | ------ | ------ |
| 1947/48           | Lucchese          | Serie A           | 36     | 0    | -             | 0             | 0             | -                    | 0                    | 0                    | 36     | 0      |
| 1948/49           | Inter             | Serie A           | 32     | 0    | -             | 0             | 0             | -                    | 0                    | 0                    | 32     | 0      |
| 1949/50           | Inter             | Serie A           | 34     | 0    | -             | 0             | 0             | -                    | 0                    | 0                    | 34     | 0      |
| 1950/51           | Inter             | Serie A           | 35     | 0    | -             | 0             | 0             | -                    | 0                    | 0                    | 35     | 0      |
| 1951/52           | Inter             | Serie A           | 34     | 0    | -             | 0             | 0             | -                    | 0                    | 0                    | 34     | 0      |
| 1952/53           | Inter             | Serie A           | 31     | 0    | -             | 0             | 0             | -                    | 0                    | 0                    | 31     | 0      |
| 1953/54           | Inter             | Serie A           | 25     | 0    | -             | 0             | 0             | -                    | 0                    | 0                    | 25     | 0      |
| 1954/55           | Lazio             | Serie A           | 31     | 0    | -             | 0             | 0             | -                    | 0                    | 0                    | 31     | 0      |
| 1955/56           | Lazio             | Serie A           | 14     | 0    | -             | 0             | 0             | -                    | 0                    | 0                    | 14     | 0      |
| Celkově V Serii A | Celkově V Serii A | Celkově V Serii A | 272    | 0    | -             | 0             | 0             | -                    | 0                    | 0                    | 272    | 0      |

## Úspěchy

### Klubové
- 2× vítěz italské ligy (1952/53, 1953/54)

### Reprezentační
- 1x na MS (1950)
- 1x na MP (1948–1953)